# Iloai Suaniu
Iloai Suaniu (* 26. September 1978) ist eine ehemalige samoanische Speerwerferin und die erste Olympiateilnehmerin ihres Landes, damals noch unter dem offiziellen Namen Westsamoa.

## Laufbahn
Bei den Olympischen Sommerspielen 1996 trat sie im Speerwurfwettbewerb der Frauen an. Dort erreichte sie in Gruppe A mit einer Weite von 38,08 Metern den 16. Platz und konnte sich nicht für das Finale qualifizieren. Bei den Leichtathletik-Wettkämpfen der Commonwealth Games 1998 erzielte sie 43,51 Meter und einen sechsten Platz.